# اسوند اریک بیر
اسوند اریک بیر (انگلیسی: Svend Erik Bjerg؛ زادهٔ ۱۶ نوامبر ۱۹۴۴) دوچرخه‌سوار اهل دانمارک است.